# اللطائف والظرائف
اللطائف والظرائف هو كتاب ألفه الثعالبي لأبي العباس مأمون بن مأمون خوارزم شاه بالجرجانية التي أقام بها من سنة 403 هـ حتى سنة 407 هـ.